# Thinocore d'Orbigny
Thinocorus orbignyianus
Espèce
Statut de conservation UICN

 LC  : Préoccupation mineure
Le Thinocore de d'Orbigny (Thinocorus orbignyianus) est une espèce d'oiseaux appartenant à la famille des Thinocoridae.

## Répartition
Cet oiseau vit dans l'Altiplano et toute la partie sud des Andes ainsi qu'en Terre de Feu.

## Taxinomie
D'après la classification de référence (version 14.1, 2024) de l'Union internationale des ornithologues, le Thinocore d'Orbigny possède 2 sous-espèces (ordre philogénique) :
- Thinocorus orbignyianus ingae Tschudi, 1843 ;
- Thinocorus orbignyianus orbignyianus Geoffroy Saint-Hilaire, I & Lesson, RP 1831.